# مات هيل (لاعب كرة قدم أمريكية)
مات هيل (بالإنجليزية: Matt Hill)‏ هو لاعب كرة قدم أمريكية أمريكي، ولد في 10 نوفمبر 1978 في غرانجفيل في الولايات المتحدة.

## وصلات خارجية
- مات هيل على موقع مرجع كرة القدم المحترفة.كوم (الإنجليزية)
- مات هيل على موقع JustSportsStats.com (الإنجليزية)